# De borgerliga intimisterna
De borgerliga intimisterna (även de lyriska intimisterna) är benämningen på en löst sammansatt grupp av svenska poeter under 1910- och 1920-talen som ville framhäva idyllen, med landskapsbilder,
naturmålningar målade i ord på fläckfri vers avsedd för recitation och sång. Bland dem räknas Sten Selander, Gunnar Mascoll Silfverstolpe med flera.